# Ronald N. Bracewell
Ronald Newbold Bracewell (Sídney, 22 de julio de 1921-Stanford, Estados Unidos, 12 de agosto de 2007) fue un profesor y científico del Laboratorio Radiociencia del CSIRO Lewis M. Terman de Ingeniería Eléctrica, Profesor Emérito del Espacio, Telecomunicaciones y del Laboratorio de Radiociencia en la Universidad de Stanford.

## Educación
Bracewell nació en Sídney, Australia, en 1921. Se graduó en la Universidad de Sídney en 1941, con licenciatura en matemáticas y física, y recibió los grados de BE (1943) y ME (1948) con honores de primera clase. Adicionalmente, mientras trabajaba en el Departamento de Ingeniería se convirtió en el presidente de la Sociedad Oxometrical.
Durante la Segunda Guerra Mundial diseñó y desarrolló un equipo de radar de microondas en el Laboratorio de Radiofísica de la Commonwealth Scientific y Industrial Research Organisation, Sídney, bajo la dirección de José Lade Pawsey y Edward George Bowen. Desde 1946 hasta 1949 fue un estudiante de investigación en el Sidney Sussex College, Cambridge, dedicada a la investigación en la ionosférica en el Cavendish Laboratory, donde en 1949 recibió su Ph.D. en Física con la asesoría de J. A. Ratcliffe.

## Desarrollo Profesional
De octubre de 1949 a septiembre de 1954, el Dr. Bracewell fue "Senior Research Officer" en el Laboratorio de Radiofísica de la CSIRO, en Sídney, en las áreas de propagación de ondas muy largas y Radioastronomía. De septiembre de 1954 hasta junio de 1955 fue docente en astronomía de radio en el Departamento de Astronomía de la Universidad de California, Berkeley, por invitación de Otto Struve. También dictó en la Universidad de Stanford en el verano de 1955, y se unió a la facultad de ingeniería eléctrica de la universidad en diciembre de 1955.
En 1974 fue nombrado el primer profesor Lewis M. Terman (grado especial con el que se designa a ciertos profesores) y Fellow in Electrical Engineering (1974-1979). A pesar de que se retiró en 1979, continuó trabajó activamente en sus campos de estudio hasta su fallecimiento.

## Contribuciones y reconocimientos
El Profesor Bracewell fue miembro de la "Royal Astronomical Society" (1950), Fellow y miembro vitalicio del Instituto de Ingenieros Eléctricos y Electrónicos (1961), miembro de la "Asociación Americana para el Avance de la Ciencia" (1989), y Fellow de otras sociedades y organizaciones importantes.
Por su contribución experimental para el estudio de la ionósfera por medio de ondas de muy baja frecuencia, el Dr. Bracewell recibió el "Duddell Premium of the Institution of Electrical Engineers", en Londres, 1952. En 1992 fue elegido miembro asociado extranjero del Instituto de Medicina de la Academia Nacional de Ciencias de EE. UU. (1992), el primer australiano en conseguir esta distinción, por sus contribuciones fundamentales a la imagen médica. Él fue uno de los tres galardonados de la Universidad de Sídney cuando se instituyeron los premios para los exalumnos en 1992, por trabajos en la exploración del cerebro, y recibió, del Instituto de Ingenieros Eléctricos y Electrónicos, la medalla Heinrich Hertz por su trabajo pionero en la síntesis de apertura de antenas y la reconstrucción de las imágenes aplicadas a la Radioastronomía y la Tomografía asistida por ordenador. En 1998, el Dr. Bracewell fue nombrado Oficial de la Orden de Australia (AO) por su servicio a la ciencia en el campo de la Radioastronomía y la reconstrucción de imágenes.
En el Laboratorio de Radiofísica de CSIRO, trabajó entre en 1942-1945, fue clasificado y apareció en una docena de informes. Las actividades incluyeron el diseño, la construcción, y la demostración de equipos de voz - modulación para un magnetrón de 10 cm (julio de 1943), un oscilador triodo microondas a 25 cm utilizando resonadores de cavidad cilíndrica, equipos diseñados para el radar de microondas para uso en el campo (ondámetro , caja de eco, termistor medidor de potencia , etc ) y técnica de medición de microondas . La experiencia con el cálculo numérico de campos en cavidades llevó al profesor, después de la guerra, a obtener la distinción de Maestro en Ingeniería (1948) y la publicación definitiva de las discontinuidades de paso en las líneas de transmisión radiales (1954).
En el Laboratorio Cavendish de Cambridge (1946-1950) Bracewell trabajó en la observación y la teoría de la ionización atmosférica superior , contribuyendo a la técnica experimental (1948), explicando los efectos solares (1949), y distinguiendo dos capas por debajo de la capa E (1952), trabajo reconocido por el Duddell premium.
En Stanford, el Profesor Bracewell construyó un espectroheliógrafo microondas (1961), un radiotelescopio grande y complejo que produjo mapas de temperaturas diarias del sol de forma fiable durante once años, la duración de un ciclo solar. Fue el primer radiotelescopio en dar salida de forma automática en formato impreso, y por lo tanto, capaz de difundir la información en todo el mundo. Sus mapas del tiempo solar diarias recibieron reconocimiento por parte de la NASA por el apoyo del primer aterrizaje tripulado en la Luna.
Publicó varios papers fundamentales en restauración (1954-1962), la interferometría (1958-1974) y reconstrucción (1956-1961) de radiotelescopios, junto con papers sobre instrumentación y observación. Por 1961 las técnicas de calibración de radio - interferómetro desarrollados para el espectroheliógrafo, por primera vez permitió que un sistema de antena, con 52 " de fan beam , iguale la resolución angular del ojo humano en una observación . Con este haz, los componentes de Cygnus A, espaciados 100 ", se pusieron directamente en evidencia, sin la necesidad de repetidas observaciones o del uso de variables en interferometría con síntesis de apertura espaciada.
El núcleo de la fuente extragaláctica Centaurus A se resolvió en dos componentes separadas cuyas ascensiones rectas se determinaron con precisión con un fan beam de 2,3 minutos a 9,1 cm. Sabiendo que Centaurus A es un sistema compuesto, Bracewell utilizó el haz de 6,7 minutos a 10 cm, del radiotelescopio de 64 m del Observatorio Parkes, para así determinar las declinaciones separadas de los componentes, y, a la par, fue el primero en observar una fuerte polarización en una fuente extragaláctica (1962) un descubrimiento de importancia fundamental para la estructura y el papel de los campos magnéticos astrofísicos . Observaciones posteriores realizadas en Parkes por otros observadores con haces de 14 minutos a más, a 21 cm y longitudes de onda más largas, eran compatibles con el {\displaystyle \lambda ^{2}} prevista de la dependencia de la rotación de Faraday si los campos magnéticos fueran el agente polarizador.
Un segundo gran radiotelescopio (1971) fue diseñado y construido en Stanford, empleando conceptos avanzados para lograr una resolución angular de 18 segundos de arco y se aplicarlo, tanto a los estudios solares como galácticos. Las técnicas de calibración para esta resolución de vanguardia empezaron a ser de uso general en la interferometría de radio a través de los trabajos de exalumnos de Bracewell y de la Universidad de Stanford.
Tras el descubrimiento de la radiación cósmica de fondo, el Dr. Bracewell trabajó en:
- un límite de observación notable de 1,7 millikelvins , con una considerable importancia teórica para la cosmología, que se estableció en la anisotropía en colaboración con el estudiante de doctorado E.K. Conklin (1967), trabajo que no se ha mejorado durante muchos años

- la corecta teoría de un observador relativista en un recinto de cuerpo negro (1968) que se presentó en diversos papers de varios autores quienes obtuvieron el mismo resultado

- el movimiento absoluto del Sol a 308 km/s a través de la radiación cósmica de fondo que fue medida por Conklin en 1969 , algunos años antes de la confirmación independiente.

Con la llegada de la era espacial, Bracewell se interesó en la mecánica celeste, hizo observaciones de la emisión de radio del Sputnik 1, y presentó a la prensa gráficos precisos para predecir la trayectoria de los satélites soviéticos, que eran perfectamente visibles, si se supiera cuándo y dónde mirar. Tras la actuación desconcertante de Explorer I en órbita, publicó la primera explicación (1958-9) de la inestabilidad observada en los giros de los satélites , en términos de la mecánica de Poinsot de un cuerpo no rígido y la fricción interna . Grabó las señales del Sputnik I, II y III y los analiza en términos del espín del satélite, la antena de polarización, y la propagación de efectos del medio ionizado, especialmente el efecto Faraday.
Más tarde (1978, 1979) inventó un interferómetro giratorio infrarrojo de dos elementos adecuado para el lanzamiento del transbordador espacial en una órbita cercana a Júpiter, con una resolución de milisegundo de arco , que podría conducir al descubrimiento de planetas alrededor de otras estrellas. Este concepto fue legado y elaborado en 1995 por Ángel y Woolf, cuya versión de cuatro elementos de doble anulación de la estación espacial en el Buscador de Planetas Terrestres (TPF), el candidato de la NASA para obtener imágenes de las configuraciones planetarias de otras estrellas.
La producción de imágenes en astronomía condujo a su participación en el desarrollo de tomografía de rayos X asistida por computadora, donde escáneres comerciales pueden reconstruir imágenes tomográficas mediante el algoritmo desarrollado por Bracewell para la reconstrucción radioastronómicas de exploraciones de fan beams . Este trabajo ha sido reconocido por el Instituto de Medicina, mereció un premio de la Universidad de Sídney, y la medalla de Heinrich Hertz. Bracewell asesoró en el consejo editorial de fundación de la revista “Journal for Computer-Assisted Tomograpgy” , a la que también contribuyó con publicaciones y en las juntas de asesoramiento científico en empresas de instrumentación médica, lo que mantuvo el interés de Bracewell en imágenes médicas, tema que se convirtió en una parte importante de sus conferencias de posgrado sobre imágenes, y forma una parte importante de su texto de 1995 acerca de este tema.
Su amplia experiencia con la óptica, la mecánica y el control de los radiotelescopios lo llevó a involucrarse en el campo de la energía solar termofotovoltaica en el momento de la crisis de la energía, incluida la fabricación de reflectores parabólicos de bajo coste y perforados mediante la inflación hidráulica.
Bracewell es también conocido por haber sido el primero en proponer el uso de sondas espaciales interestelares autónomas para la comunicación entre las civilizaciones alienígenas como una alternativa a los cuadros de diálogo de transmisión de radio. Este diseño ha sido apodado "La Sonda Bracewell".

## Descubrimientos y avances en el análisis deFourier
Como consecuencia de la relación entre imágenes y el análisis de Fourier, en 1983 Bracewell descubrió una nueva factorización de la matriz de la transformada discreta de Fourier que condujo a un algoritmo rápido para el análisis espectral. Este método, que tiene ventajas sobre el algoritmo FFT, especialmente para imágenes, se encuentra en "The Hartley transform" (1986), en la patente de EE. UU. 4.646.256 (1987, ahora en el dominio público), y en más de 200 documentos técnicos de diversos autores que se han estimulado por el descubrimiento. Métodos análogos para la creación de una transformada de Hartley, primero con la luz y más tarde con las microondas, se demostraron en el laboratorio y permitió la determinación de la fase electromagnética mediante el uso de detectores de ley cuadrática. Una nueva representación de señales, la transformada Chirplet, se descubrió (1991) y complementó de manera adecuada las representaciones de señal elementales Gabor utilizadas en el análisis espectral dinámico (con la propiedad de satisfacer el mínimo ancho de banda de duración asociado con el principio de incertidumbre). Este avance abrió un nuevo campo en espectros dinámicos de adaptación con una amplia aplicación en el análisis de la información.